# Pielavalta
Pielavalta är en högslätt i Sarek nationalpark som ligger mellan Sarektjåkkå-, Äpar- och Skårkimassiven, strax öster om övre Rapadalen. Dalgången Pastavagge utmynnar i den södra delen av Pielavalta. Sjön Pierikjaure ligger i Pielavaltas östra del.
Pielavalta ligger på 800 meters höjd över havet och är därmed en av de högst belägna slätterna i Sverige. 

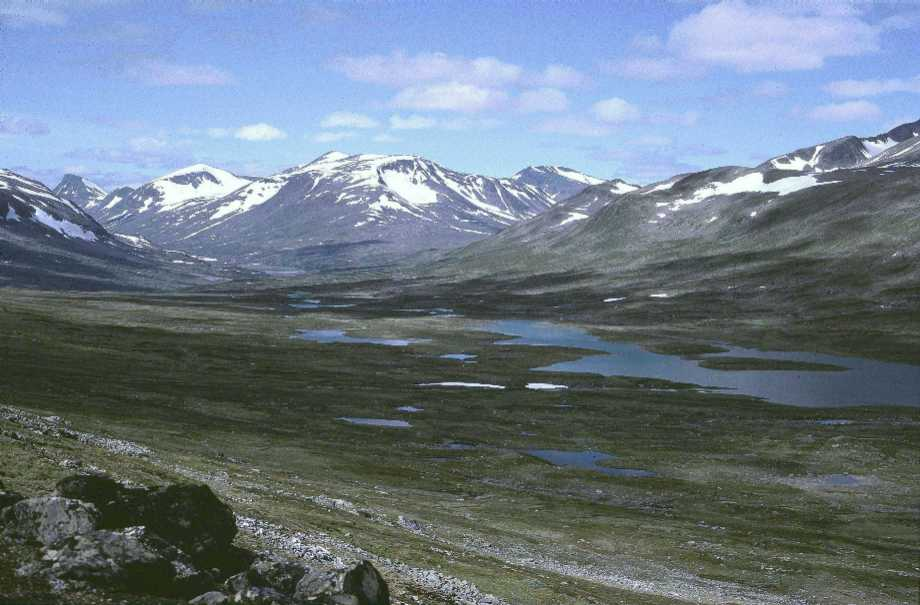
Ruotesmassivet i bakgrunden
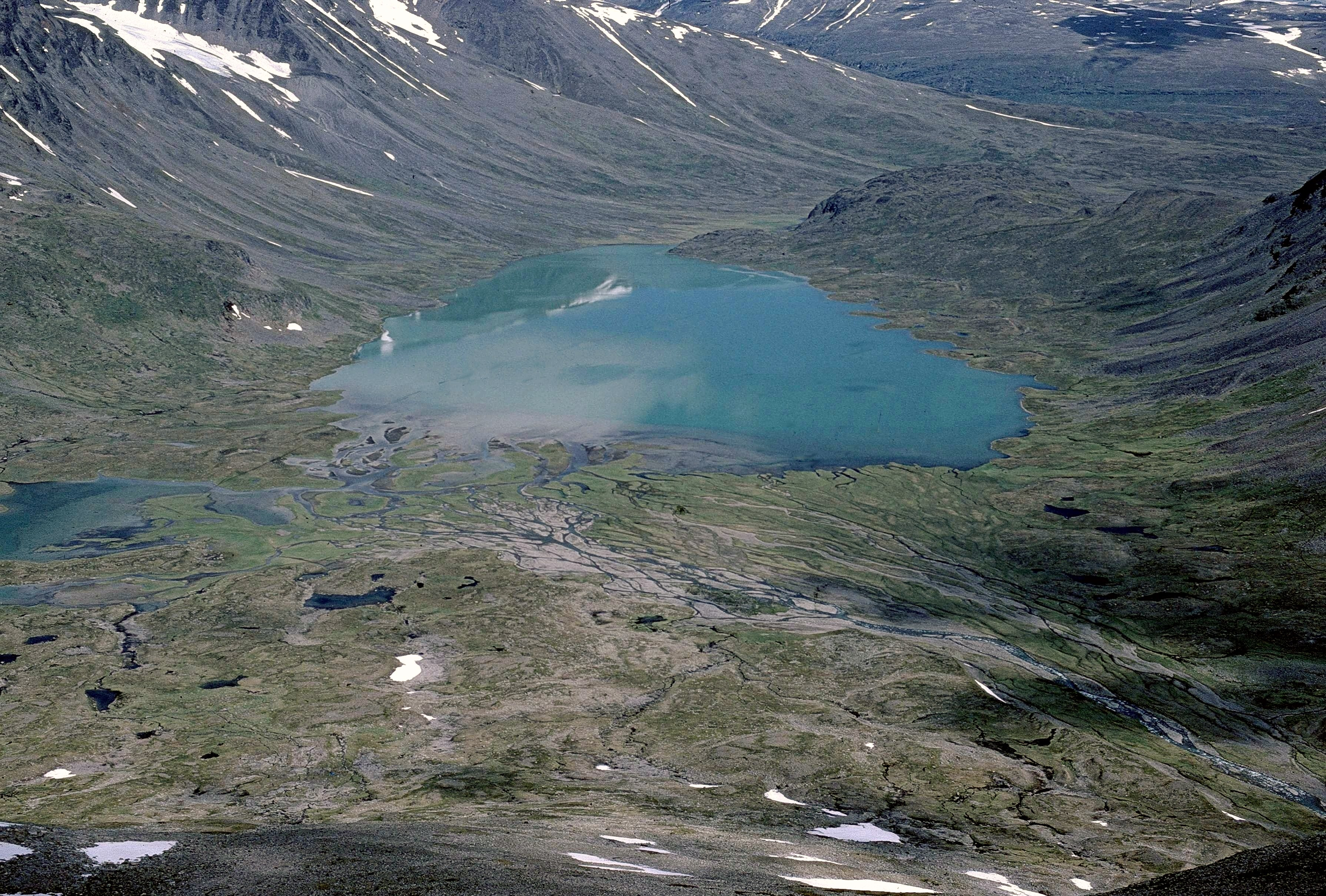
Pierikjaure vid östra delen av Pielavalta
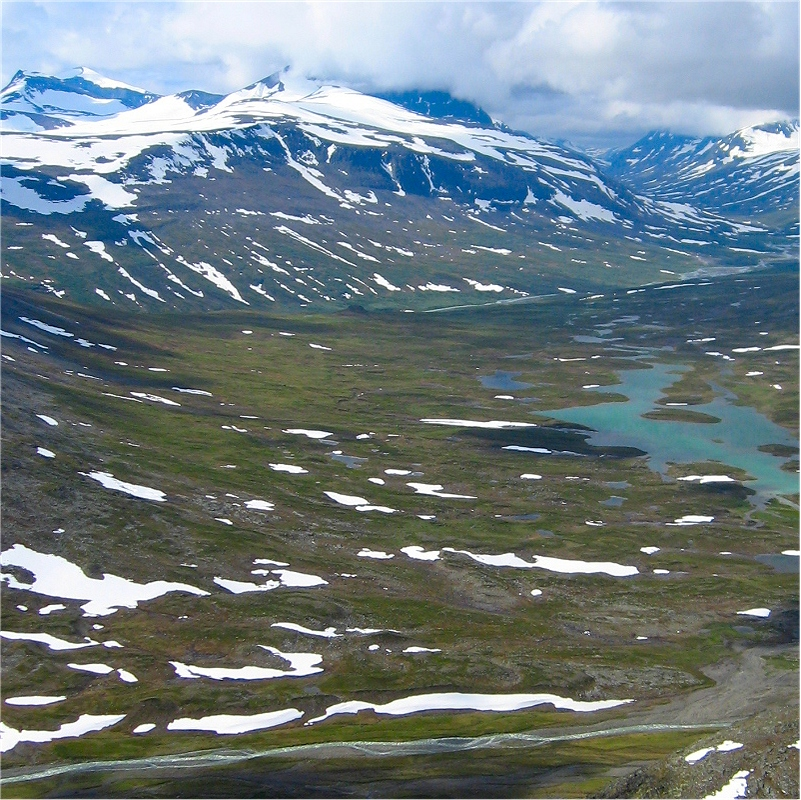
Pielavalta sett från sluttningen av Pierikpakte